# Aarhus' bisperække

## Bisper overAarhus Stiftfra 948 – nu

### FørReformationen
- Reginbrand blev i 948 bispeviet af biskop Adaldag af Hamborg-Bremen. I slutningen af århundredet gik bispedømmet ind igen.
- 1060 Christian (Christiern) – Deltog i et af de sidste vikingetogter til England i 1069-70
- Nævnt 1134 Ulkil eller Ulkeld (Ulfketel). Faldt i slaget ved Fodevig 1134.
- Udnævnt 1134 Illuge
- Fra 1157 – Eskil. Han stod ligesom Valdemar 1. den Store på den kejserlige modpave Viktor 4.s side. Skænkede 1164 en grund til et cistercienserkloster i Sabro, der blev en forløber for Øm Kloster
- 1165-1191 – Svend tog (med kongens og pavens tilladelse) Veng Kloster fra benediktinerne og gav det til cistercienserne, som han skænkede store gaver. Svend er begravet i Øm Kloster.
- 1191-1204 – Peder Vognsen
- 1204-1215 – Skjalm Vognsen
- 1215-1224 Ebbe Vognsen
- 1224-1246 Peder Elafsen
- 1246-1249 embedet ubesat
- 1249-1260 Peder Ugetsen
- 1260-1261 embedet ubesat
- 1261-1272 Tyge 1.
- 1272-1276 Peder 4.
- 1276- ca. 1288 Tyge 2.
- 1288-1306 Jens Assersøn (gravsten på alteret)
- 1306-1310 Esger Juul
- 1310-1325 Esger Bonde
- 1325-1352 Svend
- 1352-1369 Poul
- 1369-1386 Oluf
- 1386-1395 Peder Jensen Lodehat
- 1395-1424 Bo Mogensen
- 1424-1449 Ulrik Stygge
- 1449-1482 Jens Iversen Lange
- 1482-1490 Ejler Madsen Bølle
- 1490-1520 Niels Clausen
- 1520-1536 Ove Bille

### Efter Reformationen
- 1537-1557 Mads Lang
- 1557-1587 Lauritz Bertelsen
- 1587-1590 Peder Jensen Vinstrup
- 1591-1593 Albert Hansen
- 1593-1626 Jens Gjødesen
- 1626-1643 Morten Madsen
- 1645-1660 Jacob Matthiesen
- 1660-1664 Hans Brochmand
- 1664-1691 Erik Grave
- 1691-1713 Johannes Braem
- 1713-1738 Johannes Ocksen
- 1738-1764 Peder Jacobsen Hygom
- 1764-1777 Poul Mathias Bildsøe
- 1777-1788 Jørgen Hee
- 1788-1805 Hector Frederik Janson
- 1805-1829 Andreas Birch
- 1829-1830 Peter Hans Mønster
- 1830-1845 Jens Paludan-Müller
- 1845-1881 Gerhard Peter Brammer
- 1881-1884 Bruun Juul Fog
- 1884-1905 Johannes Clausen
- 1905-1907 Fredrik Nielsen
- 1907-1916 Hans Sophus Sørensen
- 1916-1931 Thomas Schiøler
- 1931-1940 Fritz Bruun-Rasmussen
- 1940-1962 Skat Hoffmeyer
- 1962-1963 Kai Jensen
- 1963-1980 Henning Høirup
- 1980-1994 Herluf Eriksen
- 1994-2015 Kjeld Holm
- 2015- Henrik Wigh-Poulsen